# 클로드 오스틴
클로드 윌슨 오스틴(영어: Claude Wilson Osteen, 1939년 8월 9일~)은 미국의 프로 야구 선수이다. 메이저 리그 베이스볼(MLB)의 신시내티 레드레그스/레즈, 워싱턴 세너터스, 로스앤젤레스 다저스, 휴스턴 애스트로스, 세인트루이스 카디널스, 시카고 화이트삭스에서 좌완 투수로 뛰었다. TV 드라마 등장인물인 고머 파일과 닮은 모습 때문에 "고머"(영어: Gomer)라는 별명으로 불렸다.